# Gaston de Gerlache
El barón Gaston de Gerlache de Gomery (Bruselas, 17 de noviembre de 1919-Audenarde, 13 de julio de 2006) fue un explorador belga. Al igual que su padre Adrien de Gerlache, dirigió expediciones polares a la Antártida.

## Biografía
Sesenta años después de la expedición del navío Belgica a la Antártida bajo la dirección del comandante Adrien de Gerlache de Gomery, el hijo de este, el comandante Gaston de Gerlache, junto con otros diecisiete tripulantes, supuso una nueva presencia de Bélgica en el continente antártico.
La expedición partió desde Anvers el 12 de noviembre de 1957 a bordo del foquero noruego Polarhav, con capacidad para 650 toneladas, y del Polarsirkel, cargado de material, con el objetivo de establecer una base de observación científica con ocasión del Año Geofísico Internacional. Esta había sido prevista por el Consejo Internacional de Uniones Científicas junto con un vasto programa de observaciones geofísicas simultáneas. A partir de la construcción de esta nueva base, la Base Rey Balduino, tuvieron lugar los nuevos trabajos y exploraciones de Bélgica.
A lo largo de su vida, Gaston de Gerlache ocupó diversos cargos y recibió numerosas distinciones. Entre otros, fue teniente coronel aviador, piloto de la Royal Air Force durante la Segunda Guerra Mundial, burgomaestre (alcalde) del municipio belga de Mullem, doctor en Derecho, presidente del Comité Nacional Belga para la Investigación Antártica, presidente de honor de la Asociación de Oficiales de Reserva de la Fuerza Aérea Belga, presidente del grupo textil Alsberge et van Oost, presidente del grupo Assubel, presidente de la Comisión de Anuncios sobre Concesiones de Favores Nobiliarios, gran oficial de la Orden de la Corona, gran oficial de la Orden de Leopoldo II, comandante de la Orden de Leopoldo, comandante de la Orden de Orange-Nassau y caballero de la Orden Ecuestre del Santo Sepulcro de Jerusalén.
Poco antes de su muerte, el barón Gaston se puso tres días delante de las cámaras de su nieto Henri de Gerlache, quien a principios de 2009 lanzó un DVD y un libro titulados L'Antarctique en héritage ("La Antártida en patrimonio").
Después, el patrimonio polar belga fue asumido por el ingeniero, explorador y alpinista Alain Hubert, con la Base Princesa Isabel concebida según criterios ecológicos bajo los auspicios de la Fundación Polar Internacional.
El funeral del barón Gaston de Gerlache tuvo lugar en el pueblo de Huise, en las Ardenas flamencas, donde vivía junto con su esposa. Descansa en el panteón familiar en Gomery, cerca de Virton, donde poseía un castillo.